# Jacaré dos Homens
Jacaré dos Homens este un oraș în statul Alagoas (AL) din Brazilia.